# Kościół Trójcy Przenajświętszej w Budrach
Kościół Trójcy Przenajświętszej – rzymskokatolicki kościół parafialny należący do dekanatu Węgorzewo diecezji ełckiej.
Kamień węgielny pod budowę świątyni został położony w dniu 6 maja 1738 roku, natomiast prace budowlane zostały ukończone w 1739 roku. Wieża początkowo była drewniana i w 1882 roku została rozebrana. Po zakończeniu II wojny światowej wyemigrowali protestanci, a osiedlili się katolicy, którym oddano do użytku świątynię.
Jest to świątynia murowana wzniesiona w stylu neogotyckim i pokryta dachówką. W prezbiterium Jest umieszczony ołtarz drewniany z obrazem przedstawiającym Ostatnią Wieczerzę.  Boczne ołtarze są wykonane z drewna i dedykowane są Matce Bożej (z lewej strony) i Jezusowi Miłosiernemu (z prawej strony). Nad zakrystią jest powieszony obraz namalowany na płótnie przedstawiający scenę Jezusa chodzącego po wodzie. W oknach znajdują się witraże. Na wieży są zawieszone trzy dzwony wykonane w 1924 roku.